# Удлинённая треугольная бипирамида
Удлинённая треуго́льная бипирами́да — один из многогранников Джонсона (J14, по Залгаллеру — М1+П3+М1).
Составлена из 9 граней: 6 правильных треугольников и 3 квадратов. Каждая квадратная грань окружена двумя квадратными и двумя треугольными; каждая треугольная грань окружена квадратной и двумя треугольными.
Имеет 15 рёбер одинаковой длины. 3 ребра располагаются между двумя квадратными гранями, 6 рёбер — между квадратной и треугольной, остальные 6 — между двумя треугольными.
У удлинённой треугольной бипирамиды 8 вершин. В 6 вершинах сходятся две квадратных грани и две треугольных; в 2 вершинах сходятся три треугольных грани.
Удлинённую треугольную бипирамиду можно получить из трёх многогранников — двух правильных тетраэдров и правильной треугольной призмы, все рёбра у которой одинаковой длины, — приложив тетраэдры к основаниям призмы.

## Метрические характеристики
Если удлинённая треугольная бипирамида имеет ребро длины {\displaystyle a}, её площадь поверхности и объём выражаются как
{\displaystyle S=\left(3+{\frac {3{\sqrt {3}}}{2}}\right)a^{2}\approx 5{,}5980762a^{2},}
{\displaystyle V=\left({\frac {\sqrt {2}}{6}}+{\frac {\sqrt {3}}{4}}\right)a^{3}\approx 0{,}6687150a^{3}.}

## В координатах
Удлинённую треугольную бипирамиду с длиной ребра {\displaystyle 2} можно расположить в декартовой системе координат так, чтобы её вершины имели координаты
- {\displaystyle \left(\pm 1;\;-{\frac {\sqrt {3}}{3}};\;\pm 1\right),}
- {\displaystyle \left(0;\;{\frac {2{\sqrt {3}}}{3}};\;\pm 1\right),}
- {\displaystyle \left(0;\;0;\;\pm \left(1+{\frac {2{\sqrt {6}}}{3}}\right)\right).}

При этом две из четырёх осей симметрии многогранника будет совпадать с осями Oy и Oz, а две из четырёх плоскостей симметрии — с плоскостями xOy и yOz.